# Don't Shove
Don't Shove é um curta-metragem de comédia mudo produzido nos Estados Unidos em 1919, dirigido por Alfred J. Goulding e com atuação de Harold Lloyd.